# Kiku-3
O Kiku-3, também conhecido por seu seu nome técnico ETS-IV (acrônimo de Engineering Test Satellite-IV), foi um satélite japonês construído pela Mitsubishi Electric (MELCO) e que era de propriedade da NASDA.

## Lançamento
O satélite foi lançado com sucesso ao espaço no dia 11 de fevereiro de 1981, às 08:30 GMT, por meio de um veículo N-II a partir do Centro Espacial de Tanegashima, no Japão. Ele tinha uma massa de lançamento de 640 kg.

## Características
A missão do satélite foi validar a capacidade do veículo de lançamento em colocar um satélite de 350 kg em uma órbita de transferência geoestacionária e equipamentos de teste a bordo. Tinha a forma de um cilindro com um diâmetro de 2,1 metros e um peso de 640 kg. A utilização operacional do Kiku-3 terminou em 24 de dezembro de 1984 na sequência da deterioração das baterias.